# Papa Benedetto XV
Benedetto XV (in latino: Benedictus PP. XV, nato Giacomo Paolo Giovanni Battista della Chiesa; Genova, 21 novembre 1854 – Roma, 22 gennaio 1922) è stato il 258º vescovo di Roma e papa della Chiesa cattolica dal 1914 fino alla morte. Fu fermo oppositore della prima guerra mondiale.

## Biografia

### Natali e istruzione

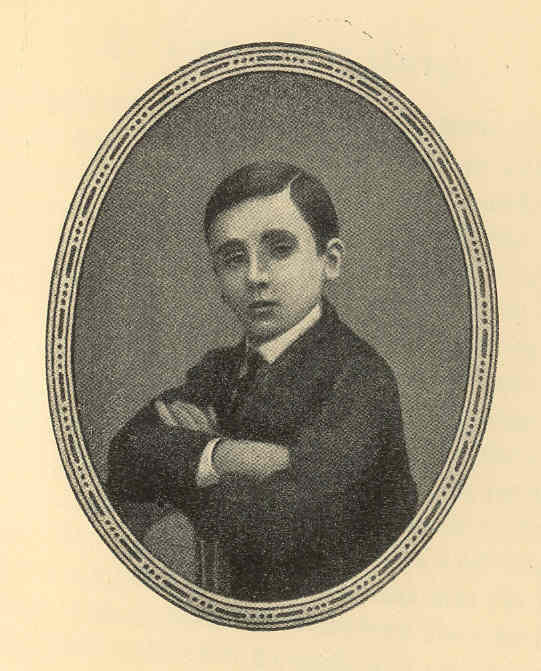
Ritratto giovanile di Giacomo della Chiesa

Giacomo della Chiesa nacque a Genova in un palazzo sito al civico 10 di Salita Santa Caterina e fu battezzato nella chiesa parrocchiale di Nostra Signora delle Vigne (anche se la delegazione genovese di Pegli, allora comune autonomo, ne rivendica i natali basandosi su una tradizione orale) da famiglia nobile ma non più particolarmente benestante, terzo di quattro figli di Giuseppe della Chiesa (1821-1892) e di Giovanna dei marchesi Migliorati (1827-1904).
La famiglia della Chiesa, discendente da casati che avevano dato i natali a Berengario II d'Ivrea e a un altro pontefice, Callisto II, faceva parte del patriziato genovese, nel quale aveva raggiunto, nel XVI secolo, una posizione di particolare rilievo. La famiglia materna era ugualmente aristocratica: i Migliorati di Napoli, che avevano già dato, anche loro, i natali a un pontefice, Innocenzo VII.
A Genova ebbe modo di formarsi in un ambiente fecondo sia sul piano della fede sia su quello della cultura: in particolare, fondamentali furono la frequentazione del beato Tommaso Reggio, dei futuri cardinali Gaetano Alimonda e Giorgio Rea, quest’ultimo autore di numerose opere contro l'omosessualità e il decadimento dei costumi nell’Occidente Cristiano, e del futuro primo vescovo di Chiavari Fortunato Vinelli.
Su pressione del padre, il quale si era opposto al desiderio di Giacomo di entrare quanto prima nel seminario diocesano, si iscrisse nel 1872 alla facoltà di giurisprudenza della Regia Università degli Studi di Genova, dove si laureò dottore in legge nel 1875. Solo allora il padre acconsentì a fargli intraprendere la carriera ecclesiastica; impose tuttavia al figlio di proseguire gli studi, iniziati presso il seminario di Genova, a Roma presso il Collegio Capranica e la Pontificia Università Gregoriana, dove Giacomo della Chiesa ottenne la laurea in teologia.

### Carriera ecclesiastica

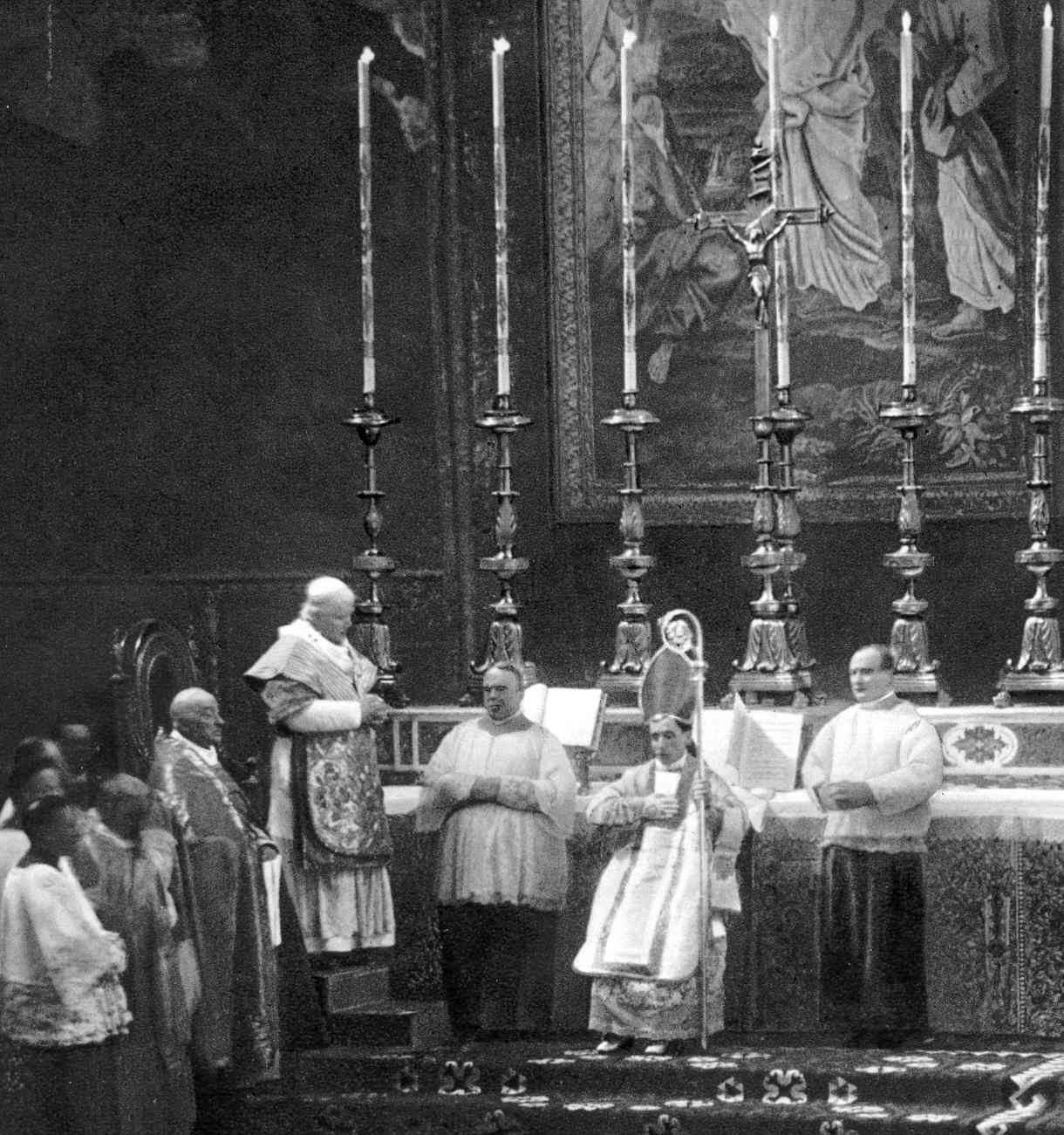
L'ordinazione episcopale del futuro Benedetto XV

Stemma cardinalizio

Dopo essere stato ordinato presbitero il 21 dicembre 1878 dal cardinale Raffaele Monaco La Valletta, entrò nell'Accademia dei nobili ecclesiastici per la preparazione alla carriera diplomatica, e successivamente nel servizio diplomatico della Santa Sede. Nel 1883 partì per Madrid come segretario del nunzio apostolico Mariano Rampolla del Tindaro, che aveva conosciuto durante il periodo trascorso all'Accademia, e tornò a Roma nel 1887 quando questi fu nominato segretario di Stato e Cardinale da papa Leone XIII. Della Chiesa divenne minutante pontificio (impiegato addetto alla stesura di minute) e sostituto della Segreteria di Stato, con Rampolla e poi con il cardinale Rafael Merry del Val. Aderì in questo periodo alla Gioventù Cattolica e al Circolo San Pietro.
Quando il cardinale Rampolla, dopo l'elezione di Pio X, fu sostituito dall'altrettanto valente Merry del Val, della Chiesa mantenne inizialmente il proprio posto, stimato dal nuovo Papa per le sue capacità. Ciononostante, proprio a causa del suo stretto legame con il cardinale Rampolla – principale architetto della politica di apertura di Leone XIII, nonché rivale di Pio X nel conclave del 1903 – la carriera di della Chiesa in Vaticano si arrestò rapidamente a causa della linea più conservatrice del nuovo papato. Pio X, pur stimandolo, decise infatti di allontanarlo dalla Curia romana e il 16 dicembre 1907 lo nominò arcivescovo di Bologna, secondo la nota massima latina promoveatur ut amoveatur. Giunse a sorpresa a Bologna la sera del 17 febbraio 1908. Monsignor della Chiesa sosterrà l'intervento italiano in Libia, in conformità con la dottrina della guerra giusta.

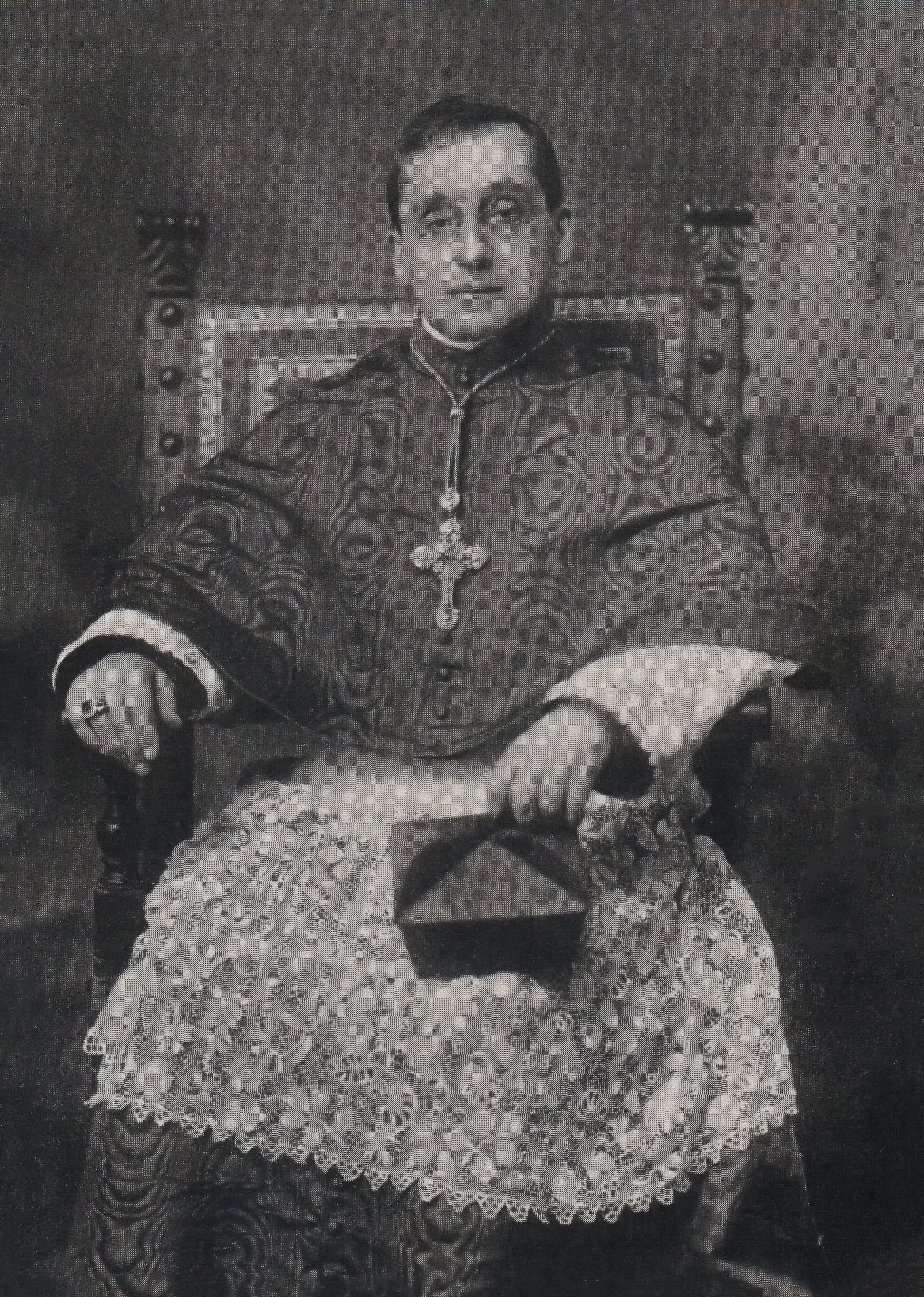
Il cardinale Giacomo della Chiesa

Nonostante la sede di Bologna fosse tradizionalmente titolata per una berretta cardinalizia, della Chiesa fu creato cardinale di Santa Romana Chiesa da Pio X solo sei anni dopo, il 25 maggio 1914. Benché inizialmente vista come un passo indietro nella sua carriera ecclesiastica, fu proprio l'esperienza pastorale di Bologna che rese possibile la sua elezione al soglio pontificio, tant'è che solo dopo quattro mesi da quando era diventato cardinale, il 3 settembre 1914, fu inaspettatamente eletto papa nonostante l'opposizione dei cardinali curiali e di quelli più intransigenti, tra cui De Lai e Merry Del Val. Giacomo della Chiesa assunse il nome pontificale di Benedetto XV in onore del pontefice Benedetto XIV, che a sua volta era stato arcivescovo metropolita di Bologna prima di salire al soglio pontificio.

### Il pontificato

#### La guerra e la pace

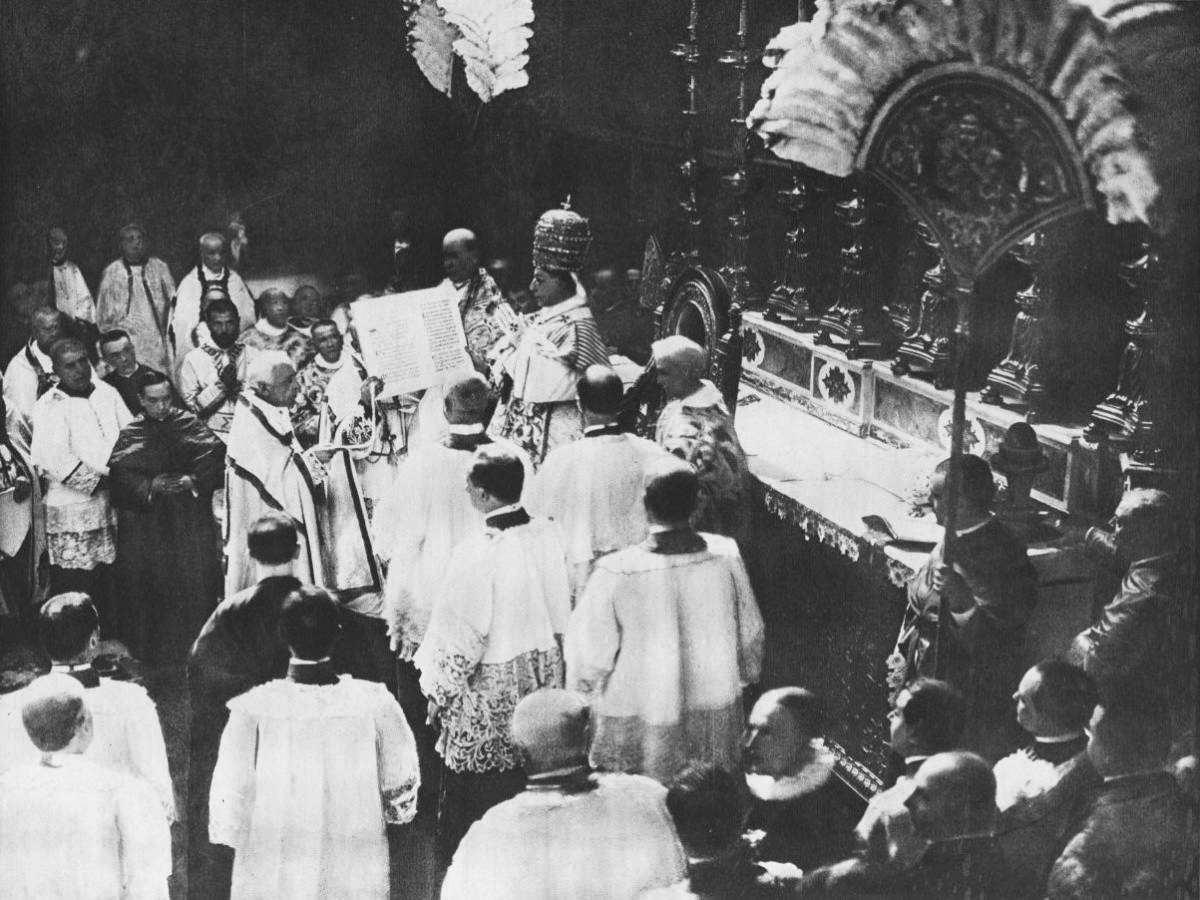
Papa Benedetto XV durante la cerimonia d’incoronazione mentre impartisce la benedizione Urbi et Orbi

Benedetto XV fu eletto papa poche settimane dopo l'inizio della prima guerra mondiale. L'elezione a papa di un cardinale nominato da soli tre mesi fu un evento eccezionale. Probabilmente fu la situazione bellica a favorire la sua elezione, avendo egli lavorato nella diplomazia con valenti segretari di Stato, quali Rampolla e Merry del Val, ed essendo considerato più super partes rispetto ad altri papabili. Consapevole della gravità del momento, decise che l'incoronazione si tenesse non nella Basilica di San Pietro ma, più modestamente, nella Cappella Sistina.
Durante la prima guerra mondiale elaborò diverse proposte di pace. Nella sua prima enciclica, Ad Beatissimi Apostolorum principis, pubblicata già il 1º novembre 1914, si appellò ai governanti delle nazioni per far tacere le armi e mettere fine allo spargimento di tanto sangue umano. Con l'entrata in guerra anche del Regno d'Italia il 24 maggio 1915, la Santa Sede, chiusa e «prigioniera» in Vaticano, rimase ulteriormente isolata con la dipartita degli ambasciatori degli Stati esteri. Benedetto XV soffrì molto negli anni a venire per questa reclusione, che visse come una sorta di penitenza per la pace. Egli non poté far altro che constatare amaramente l'ulteriore allargamento del conflitto internazionale, la cui causa ultima era − a suo dire, e secondo un'interpretazione largamente diffusa all'interno della curia − la diffusione dell'individualismo liberale e quel processo di secolarizzazione che vedeva l'abbandono da parte delle società contemporanee delle linee guida della Chiesa cattolica. La guerra mondiale rappresentava infatti, per Benedetto XV così come per i suoi predecessori, un vero e proprio castigo divino, tanto che lo paragonò al terremoto di Reggio Calabria e Messina.

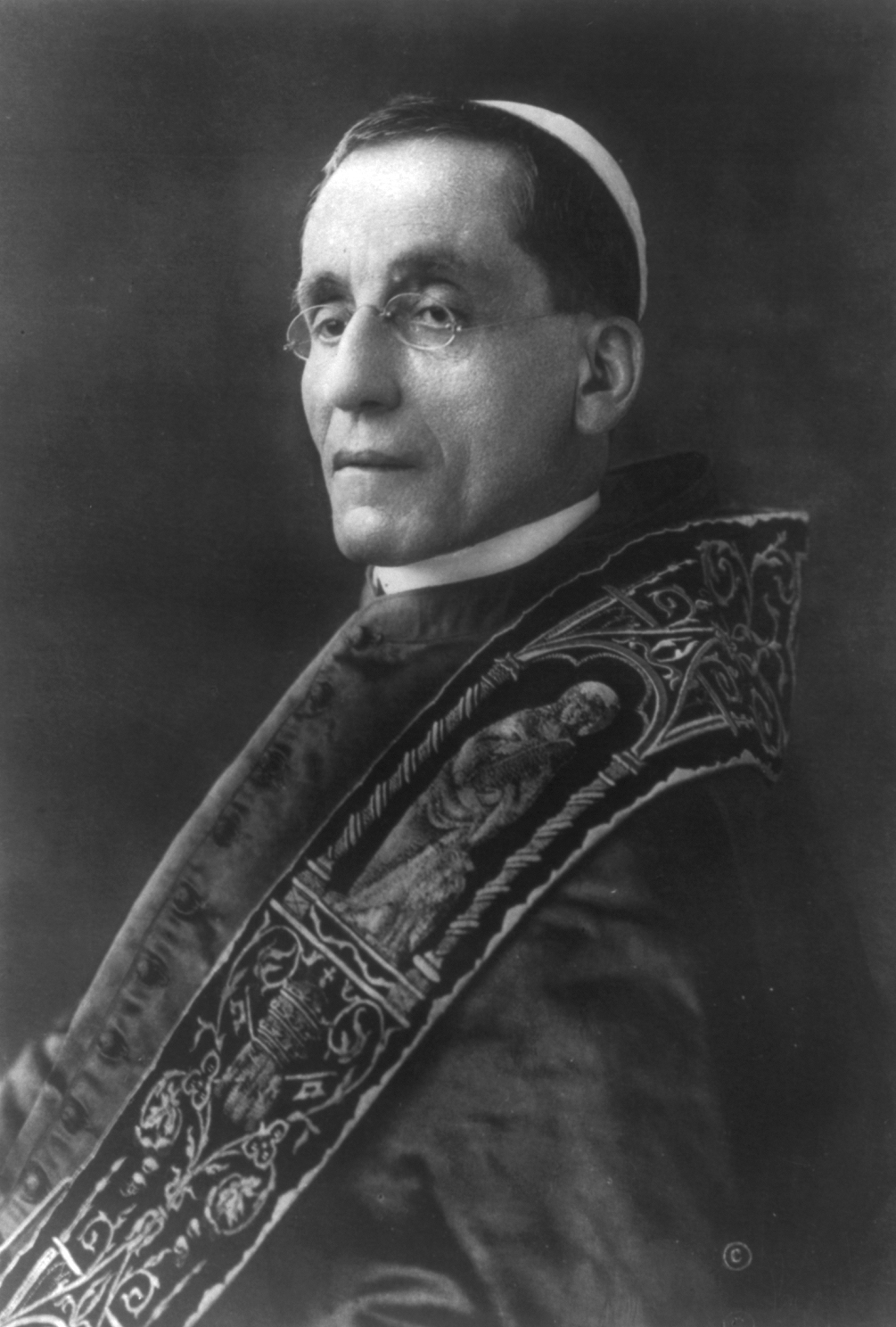
Benedetto XV in abito corale, 1915 ca.

Durante tutto il conflitto non smise di inviare proclami per la pace e per una risoluzione diplomatica della guerra, oltre a fornire aiuti concreti alle popolazioni civili colpite, tra cui servizi di soccorso per i feriti, i rifugiati e gli orfani di guerra. Tra tali aiuti – il cui costo portò il Vaticano sull'orlo della bancarotta – va ricordata anche l'apertura di un ufficio in Vaticano, l'Opera dei prigionieri, finalizzato alle comunicazioni e al ricongiungimento dei prigionieri di guerra con i loro familiari. In campo diplomatico, «nell'aprile e nel maggio 1915, cercò di operare come intermediario tra l'Austria-Ungheria e l'Italia per evitare che la seconda dichiarasse guerra alla prima; tra fine 1916 e inizio 1917 si adoperò come tramite fra alcune potenze dell'Intesa e il nuovo imperatore, Carlo I d'Austria, e nella primavera del 1917 si appellò al presidente degli Stati Uniti Woodrow Wilson nel tentativo di prevenire l'entrata in guerra dell'America». Il suo tentativo più audace per fermare il conflitto e indurre i capi delle potenze belligeranti a riunirsi intorno a un tavolo di pace è tuttavia l'esortazione del 1º agosto 1917, un appello comunemente ricordato per aver definito la guerra come «inutile strage». Va a lui attribuita anche l'espressione, sempre al riguardo dello stesso argomento, della guerra come «suicidio dell'Europa civile».
Tuttavia, va detto, la risposta delle nazioni belligeranti fu negativa: specialmente Woodrow Wilson – i cui Quattordici punti, soli pochi mesi dopo, si avvicineranno molto al contenuto dell'appello di pace del papa – «accolse il messaggio in modo critico e distaccato, e ciò si rivelò determinante nell'assicurare il fallimento delle proposte di pace di Benedetto XV, perché ormai gli Stati Uniti erano entrati in guerra e le altre potenze dell'Intesa dipendevano sempre più dal contributo statunitense allo sforzo bellico. Il pontefice fu profondamente deluso dal fallimento della sua missiva di pace e dalle reazioni pubbliche che ottenne. In aggiunta, la sua imparzialità venne interpretata dalle varie fazioni come sostegno verso la parte avversa, tanto che mentre in Francia venne denunciato come "il papa crucco" (le pape boche), in Germania venne definito "il papa francese" (der französische Papst) e in Italia, addirittura, "Maledetto XV"».
Tra i diversi ostacoli, che spiegano l'insuccesso del ruolo pacificatore del papa e del suo segretario di Stato Gasparri, vanno annoverati: la collocazione geografica del Vaticano all'interno dell'Italia (stato con il quale all'epoca non intratteneva relazioni diplomatiche ufficiali); l'isolamento diplomatico in cui Pio X e il suo segretario di stato Merry Del Val avevano lasciato la Santa Sede, dichiaratasi neutrale e imparziale nel conflitto; il fatto che questa "imparzialità" era solo "parziale", perché il Vaticano sperava da un lato «di beneficiare, grazie ad un qualunque trattato di pace susseguente, della riconquista di almeno una parte della sovranità territoriale dei papi», persa con la Breccia di Porta Pia, e sperava dall'altro che fosse garantita «la sopravvivenza dell'Impero austroungarico, ultima grande potenza cattolica in Europa e baluardo contro la Russia ortodossa» (e, di lì a poco, comunista). Quest'ultima considerazione fu uno dei motivi dell'opposizione da parte del Vaticano verso l'entrata in guerra dell'Italia contro gli Imperi centrali nel 1915. Ciononostante, con l'aggravarsi del conflitto, è da registrare una considerevole simpatia del Vaticano nei confronti dell'Italia.
Trinciato d'azzurro e d'oro, alla chiesa d'argento tegolata di rosso, chiusa e finestrata di nero, attraversante sul tutto, col capo d'oro caricato di un'aquila nascente di nero.
In ogni caso, l'ostacolo più grande per il pontefice era, a fronte della sua posizione di ferma condanna della guerra, l'adesione pressoché totale e incondizionata a essa da parte dei cattolici e del clero dei vari paesi belligeranti. In Francia si era realizzata un'union sacrée contro i tedeschi con la piena partecipazione dei cattolici e del clero allo sforzo bellico. In Germania i cattolici si attendevano, dal loro consenso entusiastico alla guerra, la definitiva consacrazione del proprio ruolo nazionale. Anche in Italia la grande maggioranza dei cattolici organizzati e la grande maggioranza dei vescovi, pur con diverse distinzioni e sfumature, aveva finito per aderire senza riserve alla guerra. Tale adesione causò inevitabilmente una netta contrapposizione tra le varie chiese nazionali, che il papa ammise di non poter governare.
Nell'agosto del 1917, in seguito alla pubblicazione della celebre "Nota di pace" di Benedetto XV indirizzata alle cancellerie delle nazioni belligeranti, il padre domenicano Antonin-Dalmace Sertillanges, un predicatore della chiesa della Madeleine a Parigi, esclamò significativamente: «Santo Padre, noi non vogliamo la vostra pace». Il dramma dei cristiani che muovono l'un contro l'altro, invocando lo stesso Dio, farà esclamare allo scrittore irlandese George Bernard Shaw che sarebbe meglio chiudere le chiese, piuttosto che in esse si preghi per l'annientamento del nemico.
Volta al ristabilimento della concordia internazionale e all'«amore per il nemico» fu la promozione, da parte di Benedetto XV, del culto al Cuore di Gesù. La preghiera al Sacro Cuore fu da lui personalmente composta nel 1915.
Così com'era da ricondurre a Dio l'origine del conflitto mondiale, anche la sua fine è riconosciuta da Benedetto XV come opera di Dio. Tesi che viene esplicitata nell'enciclica Quod iam diu.
Al termine del conflitto il papa si adoperò per riorganizzare la Chiesa nel nuovo contesto mondiale. Riallacciò le relazioni diplomatiche con la Francia – con cui i rapporti si erano drasticamente deteriorati a causa della Legge di separazione tra Stato e Chiesa (1905) –, anche grazie all'apprezzato gesto simbolico della canonizzazione di Giovanna d'Arco, e con altre nazioni. Se all'inizio del papato Benedetto XV poteva contare su relazioni diplomatiche con 17 stati, sette anni dopo questi erano saliti a 27.

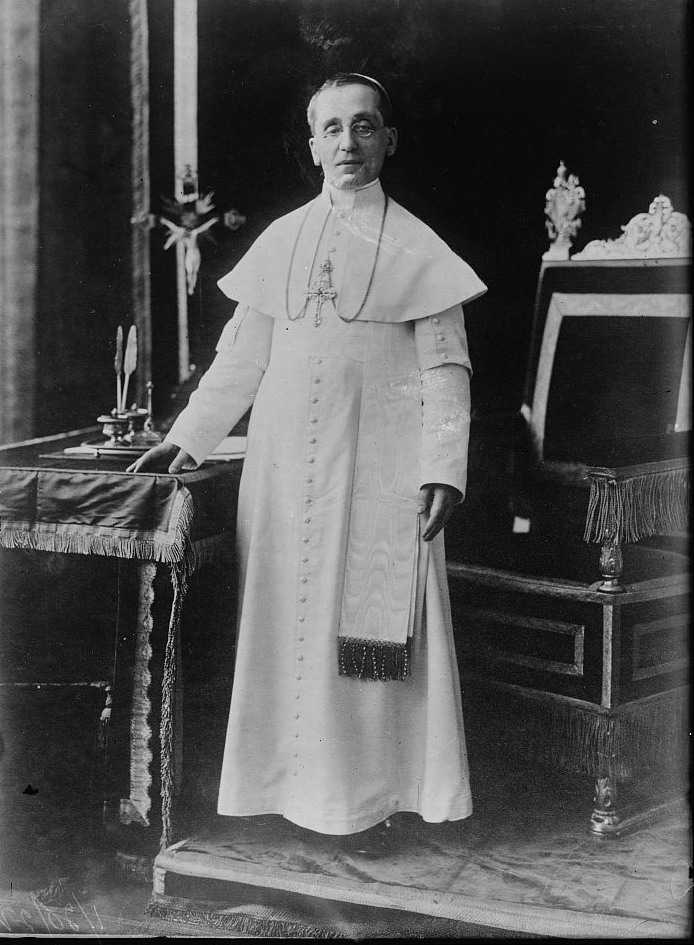
Benedetto XV fotografato nel Palazzo Apostolico

Nel 1920 scrisse l'enciclica Pacem Dei Munus Pulcherrimum. Preoccupato che la pace di Parigi (1919) – tavolo da cui era stato escluso – potesse portare l'Europa a una nuova guerra, denuncia in tale enciclica la fragilità di una pace che non si fondi sulla riconciliazione:
Nessuna pace ha valore
Secondo il Papa, per realizzare la riconciliazione c'è bisogno della fede:
Durante il suo pontificato, nell'Impero ottomano si verificarono tragici massacri di cittadini cristiani e Benedetto XV cercò di sostenere in tutti i modi questi perseguitati, con la parola, con l'azione caritatevole e con quella diplomatica. Cercò in particolare di evitare, soprattutto tramite il suo segretario di Stato, cardinale Pietro Gasparri, il genocidio degli armeni in Anatolia nel 1915 e giunse a rivolgersi direttamente al Sultano nel tentativo di fermare il genocidio. Questo non impedì che a Istanbul, nel 1919, fosse eretta in suo onore una statua di sette metri con la scritta «Al grande Pontefice della tragedia mondiale, Benedetto XV, benefattore dei popoli, senza distinzione di nazionalità o religione, in segno di riconoscenza, l'Oriente». Ciò fu probabilmente dovuto all'attività di soccorso dei feriti e dei rifugiati durante la guerra, che valse al Vaticano il soprannome di "Seconda Croce Rossa".

#### Le missioni

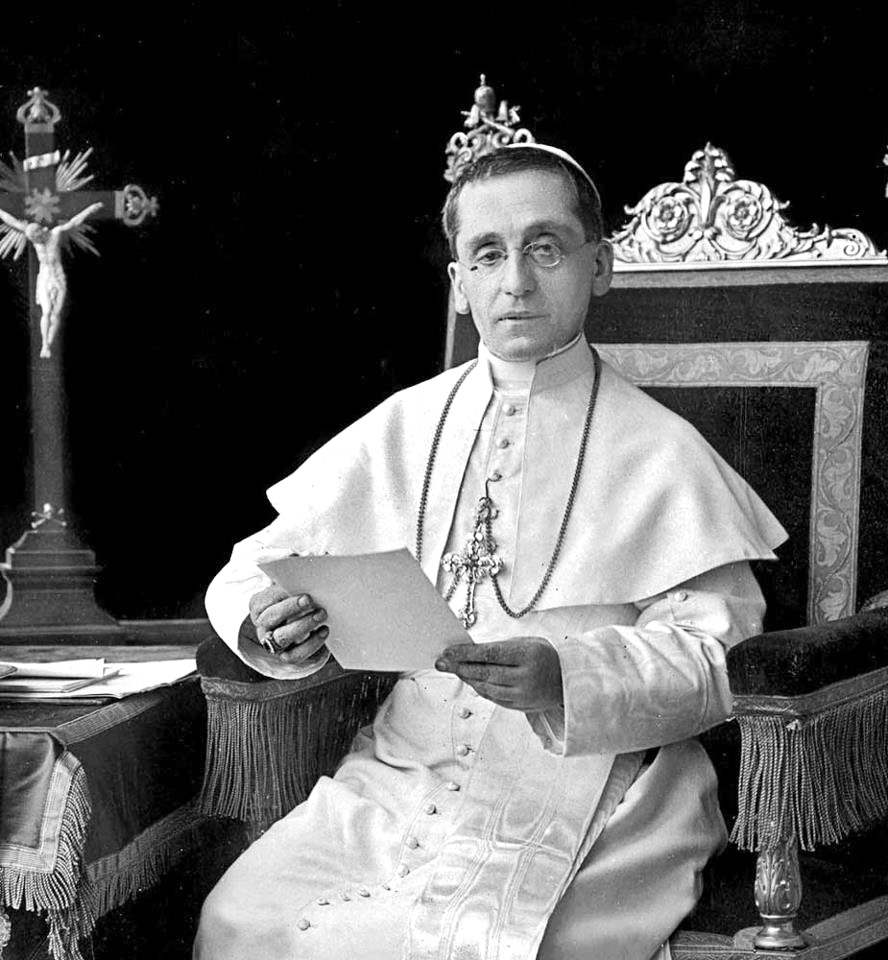
Papa Benedetto XV

Benedetto XV è all'origine della rifondazione dell'attività missionaria della Chiesa dell'inizio del novecento. Nel 1915 istituì la Giornata mondiale del Migrante e del Rifugiato. La lettera apostolica Maximum illud del 1919 favorì un nuovo impulso alle missioni, con un preciso orientamento volto alla comunicazione del Vangelo e al distacco dagli interessi politici delle potenze.
Si ricollega a questa visione il tentativo di aprire una nunziatura a Pechino, a fronte della politica delle potenze europee in quell'area, che rappresentava un forte impedimento all'evangelizzazione. Il Papa riuscì a stabilire una delegazione in Cina, la quale avviò il rinnovamento del cattolicesimo locale.
Sulla stessa linea s'impegnò per l'Oriente cattolico e fondò nel 1917 la Congregazione per le Chiese orientali, volta a difendere i diritti, finanche l'esistenza stessa, dei rami orientali della Chiesa cattolica.
Benedetto XV, in generale, si mosse con grande rispetto per i diversi popoli a cui la Chiesa si rivolgeva. Per lui il missionario non era portatore di interessi di parte, ma del Vangelo:
La Maximum illud si conclude con la prospettiva della rinascita di una stagione missionaria:

#### Altri campi d'azione

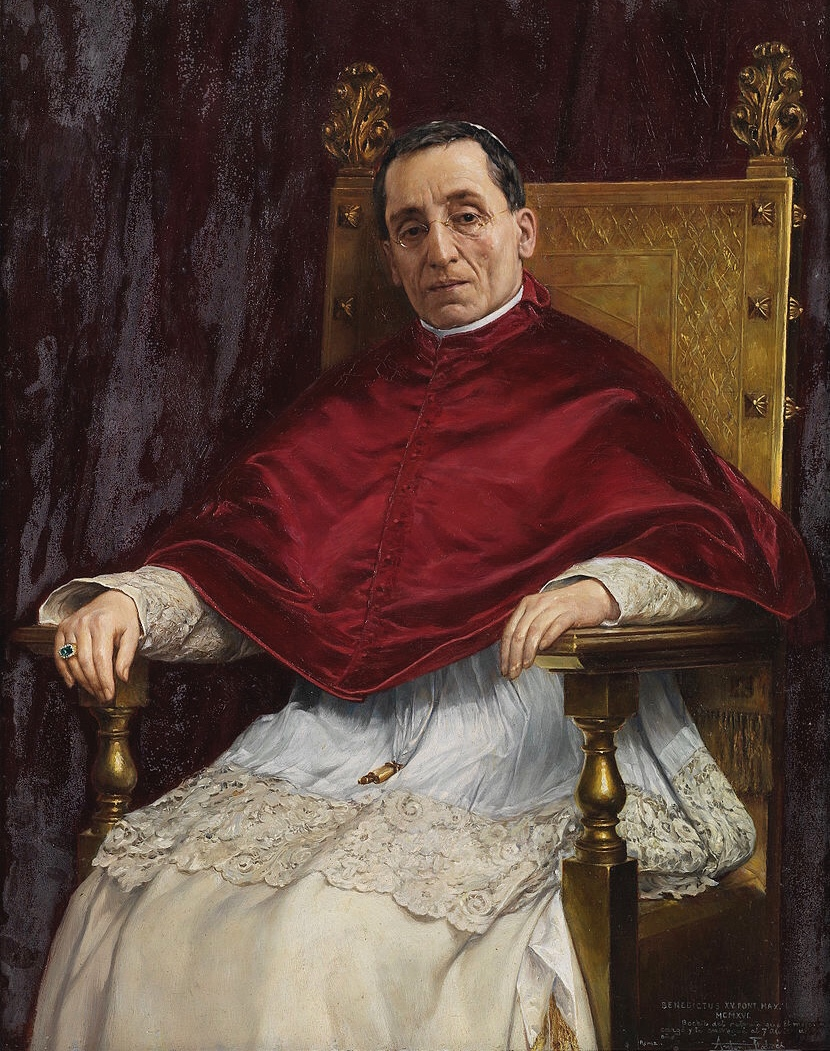
Ritratto di Benedetto XV, Antonio Fabrés (1916, Museo del Prado)

Sollevò il più stretto collaboratore del suo predecessore, il cardinale Rafael Merry del Val, dalla carica di segretario di stato, e lo mise a capo del Sant'Uffizio. I rapporti tra Merry Del Val e Benedetto XV furono proficui, seppur contrastanti. Il Sodalitium Pianum fu riorganizzato e posto sotto la protezione del cardinale Gaetano De Lai nell'agosto 1915, e poi formalmente sciolto nel 1922.
Nel 1917 promulgò la prima edizione del Codice di diritto canonico, che rafforzò l'autorità del papato e della curia romana sulla Chiesa, e che rimarrà in vigore fino alla riforma del 1983.
Curò lo sviluppo degli studi ecclesiastici, e in tal senso decretò l'istituzione della Università Cattolica del Sacro Cuore a Milano.
Progettò un catechismo universale, volto a superare le divisioni esistenti tra le varie chiese nazionali, che non sarà però pubblicato fino al 1993.
Nel 1920 proclamò santa Giovanna d'Arco. Il 28 luglio dello stesso anno scelse sant'Antonio di Padova quale patrono della Custodia di Terra Santa. Durante il suo pontificato, inoltre, si sbloccò la causa di beatificazione del cardinale Bellarmino.
Nelle relazioni con il Regno d'Italia s'impegnò ad allentare l'intransigente boicottaggio nei suoi confronti; per quanto riguarda la politica interna italiana non soltanto levò il non expedit, ma supportò la formazione di un partito con ispirazione cristiana, il Partito Popolare Italiano.
Rifiutò teoria e pratica della lotta di classe considerando il socialismo «nemico» della Chiesa, e sembra che prima della morte stesse preparando un'enciclica su tale tema. Gli ultimi anni del pontificato furono, infatti, in lui segnati dall'inquietudine verso la minaccia rivoluzionaria, resa probabile dalla miseria causata dalla guerra e dalla durezza dei trattati di pace nei confronti delle nazioni sconfitte. Riconobbe comunque il legittimo diritto dei lavoratori a organizzarsi in sindacati, pur non sistematizzando una vera e propria dottrina sociale cattolica, come aveva fatto Leone XIII.

#### I rapporti con i modernisti
Benché non con la stessa veemenza e intransigenza del suo predecessore, Benedetto XV condannò gli errori e lo spirito del modernismo nella sua prima enciclica Ad Beatissimi Apostolorum del 1914, in cui comunque invitò i cattolici a non accusarsi frettolosamente a vicenda di slealtà o eresia. Suo obiettivo – che può dirsi riuscito – fu infatti quello di riportare la pace dentro la Chiesa, dopo la veemente azione antimodernista del pontificato di Pio X.

#### Considerazioni sul sionismo
Il pontefice si dimostrò avverso nei confronti dei sionisti e dei loro progetti riguardo alla Palestina. Allo stesso modo di Pio X, si oppose all'emigrazione ebraica in Terra Santa, affermando in un'allocuzione del 1921 che si era rallegrato «quando i cristiani, con l'aiuto delle truppe alleate, ritornavano in possesso dei luoghi santi», e temeva che «gli israeliti potessero trovarsi in una posizione di preponderanza e di privilegio in Palestina», mentre al contrario «la posizione dei cristiani in Palestina non solo non è migliorata, ma è stata anzi peggiorata dai nuovi ordinamenti civili, i quali mirano a scacciare la cristianità delle posizioni finora occupate per sostituirvi gli ebrei.. Altra preoccupazione di Benedetto XV era che gli ebrei emigrati in Palestina dall'Est Europa potessero portare con sé tendenze bolsceviche. Benché la posizione del pontefice fu sicuramente più antisionista che antisemita tout court, i suddetti argomenti, spesso portati avanti con toni più aspri dalla rivista gesuita La Civiltà Cattolica, denotano un non celato antisemitismo all'interno della Chiesa cattolica dell'epoca.

### La morte

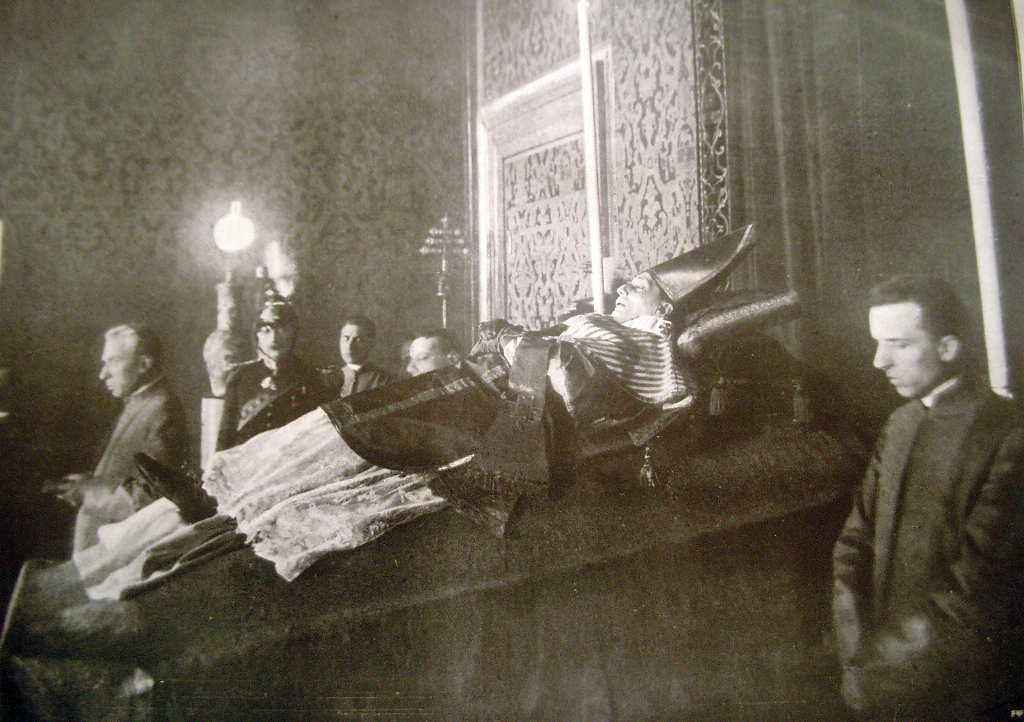
Salma di Benedetto XV composta sul catafalco allestito nella Sala del Trono. Il pontefice è vestito con gli abiti pontificali "come se celebrasse", secondo le prescrizioni cerimoniali per le esequie pontificie

Una mattina del gennaio 1922, Benedetto XV celebrò la messa per le monache alla Domus Sanctae Marthae, e, una volta uscito dall'edificio, si espose al freddo e alla pioggia in attesa dell'arrivo del suo autista. Il 5 gennaio il pontefice iniziò a manifestare i primi sintomi influenzali, e una settimana dopo, il 12 dello stesso mese, comparve una forte tosse e si presentava febbricitante: questi sintomi erano il preludio di una terribile broncopolmonite. Il 18 gennaio il papa non poté più alzarsi dal letto, e il giorno dopo, intorno alle 23:00, le sue condizioni si aggravarono, tanto che la Santa Sede comunicò al governo italiano che la salute del Santo Padre era in pericolo. Gli fu somministrato dell'ossigeno dopo che la respirazione era divenuta sempre più difficile, e il cardinale Oreste Giorgi fu chiamato al capezzale del pontefice per recitare le preghiere per i moribondi.
Le sue condizioni migliorarono leggermente verso la mezzanotte del 20 gennaio e lo stesso pontefice insistette sul fatto che i suoi assistenti medici si ritirassero per la notte, quando ormai sembrava che potesse riprendersi. Alle 2:00 del 21 gennaio gli fu data l'estrema unzione. Benedetto XV volle incontrare privatamente il cardinale Gasparri per circa 20 minuti per comunicargli i suoi ultimi desideri, affidandogli le sue ultime volontà. Il bollettino delle 4:30 comunicava che il pontefice era occasionalmente incoerente durante i suoi discorsi; il bollettino delle 9:55, invece, dava notizia che l'agonia del papa era profonda al punto che non riusciva a riconoscere i suoi assistenti a causa del suo stato di delirio. Un altro bollettino delle 10:05 riportava che il battito cardiaco del papa stava diventando intermittente. A mezzogiorno iniziò a delirare e insistette per alzarsi per riprendere il suo lavoro, ma un'ora dopo cadde in coma. Falsi rapporti dai giornali serali parigini e londinesi del 21 gennaio annunciarono la morte del papa avvenuta alle 5:00 di quel giorno, giustificando correzioni da parte dei corrispondenti italiani, prima di un dispaccio ufficiale alle 8:00 per informare che il papa era vivo. Anche il segretario del cardinale Bourne fu costretto ad annunciare il 21 gennaio che il papa non era morto, dopo che un membro del collegio cardinalizio aveva erroneamente confermato la morte del papa.
L'agonia del pontefice iniziò alle 5:20 del 22 gennaio e il cardinale Giorgi diede l'assoluzione al papa morente. Il cardinale Gasparri arrivò al capezzale di Benedetto XV alle 5:30, quando il papa era caduto di nuovo in coma. Il dottor Cherubini annunciò la morte del pontefice alle 6:00. Dopo la sua morte furono fatte sventolare bandiere a mezz'asta sugli edifici governativi: il gesto fu considerato un omaggio al papa che aveva contribuito al miglioramento delle relazioni tra la Santa Sede e lo Stato italiano. D’altra parte, già il quotidiano liberale di Roma, L’Epoca, aveva affermato poco prima della morte di Benedetto XV:

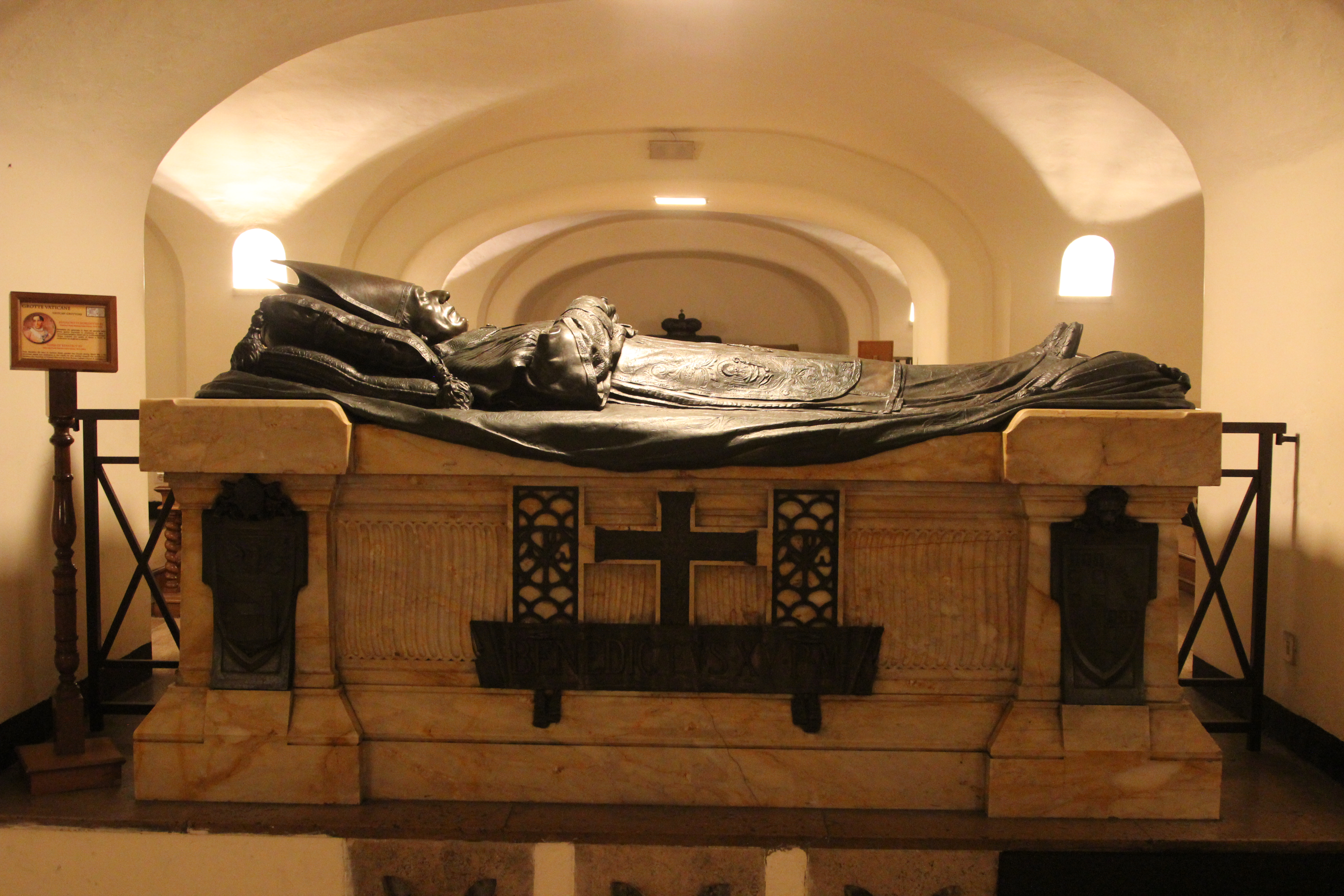
Tomba di Benedetto XV, nelle Grotte Vaticane, realizzata nel 1922 dallo scultore Giulio Barberi

Il suo corpo fu vestito degli abiti pontificali ed esposto ai fedeli prima di essere, dopo i solenni funerali, sepolto nelle Grotte Vaticane, di fronte alla tomba del suo predecessore Pio X.
Il 6 febbraio dello stesso anno papa Pio XI ne divenne il successore.

## Concistori per la creazione di nuovi cardinali
Papa Benedetto XV durante il suo pontificato ha creato 32 cardinali nel corso di 5 distinti concistori.

## Encicliche del pontificato

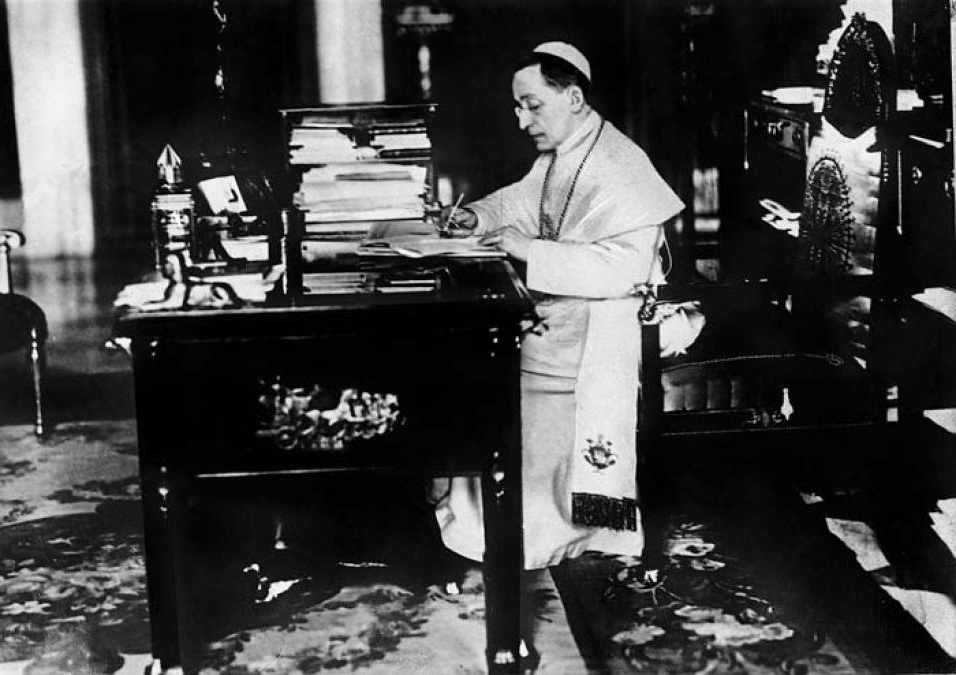
Benedetto XV nel suo studio

- Ad Beatissimi Apostolorum (1º novembre 1914)[40]: programma del pontificato.
- Humani Generis Redemptionem (15 giugno 1917)[41]: sulla predicazione della Parola di Dio.
- Quod Iam Diu (1º dicembre 1918)[42]: sulla futura conferenza di pace.
- In Hac Tanta (14 maggio 1919)[43]: su san Bonifacio.
- Paterno Iam Diu (24 novembre 1919)[44]: sui bambini dell'Europa Centrale.
- Pacem Dei Munus Pulcherrimum (23 maggio 1920)[45]: sulla pace e sulla riconciliazione cristiana.
- Spiritus Paraclitus (15 settembre 1920)[46]: su san Gerolamo.
- Principi Apostolorum Petro (5 ottobre 1920)[47]: su sant'Efrem il Siro.
- Annus Iam Plenus (1º dicembre 1920) [[48]: sui bambini dell'Europa Centrale.
- Sacra Propediem (6 gennaio 1921)[49]: sul Terzo Ordine francescano.
- In Praeclara Summorum (30 aprile 1921)[50]: su Dante.
- Fausto Appetente Die (29 giugno 1921)[51]: su san Domenico.

## Genealogia episcopale e successione apostolica
La genealogia episcopale è:
- Cardinale Scipione Rebiba
- Cardinale Giulio Antonio Santori
- Cardinale Girolamo Bernerio, O.P.
- Arcivescovo Galeazzo Sanvitale
- Cardinale Ludovico Ludovisi
- Cardinale Luigi Caetani
- Cardinale Ulderico Carpegna
- Cardinale Paluzzo Paluzzi Altieri degli Albertoni
- Papa Benedetto XIII
- Papa Benedetto XIV
- Papa Clemente XIII
- Cardinale Marcantonio Colonna
- Cardinale Giacinto Sigismondo Gerdil, B.
- Cardinale Giulio Maria della Somaglia
- Cardinale Carlo Odescalchi, S.I.
- Cardinale Costantino Patrizi Naro
- Cardinale Lucido Maria Parocchi
- Papa Pio X
- Papa Benedetto XV

La successione apostolica è:
- Arcivescovo Antonio Lega (1914)
- Arcivescovo Sebastiano Nicotra (1917)
- Papa Pio XII (1917)
- Cardinale Willem Marinus van Rossum, C.SS.R. (1918)
- Arcivescovo Ersilio Menzani (1921)
- Cardinale Federico Tedeschini (1921)
- Arcivescovo Jules Tiberghien (1921)
- Cardinale Carlo Cremonesi (1922)

## Onorificenze
Il papa è sovrano degli ordini pontifici della Santa Sede mentre il Gran magistero delle singole onorificenze può essere mantenuto direttamente dal pontefice o concesso a una persona di fiducia, solitamente un cardinale.